# Museo Fray Juan Bernardo
El Museo Fray Juan Bernardo es un museo de la ciudad de Caazapá, Paraguay, fue fundado el 25 de julio de 1995 por la Asociación Civil Museo Fray Juan Bernardo. El museo se ubica en el frente a la histórica iglesia San Pablo, en el departamento de Caazapá, situado al centro sur de la región oriental.

## Asamblea de fundación
En la ciudad de Asunción, a los ocho días del mes de agosto de mil novecientos noventa y cinco, en la casa de las calles Avda. Mcal López y Ceferino Vega Gaona, domicilio de Teresa Barreto de Napout se lleva a cabo la asamblea constitutiva de la Asociación Museo Fray Juan Bernardo. En cumplimiento del orden del día preparando por los patrocinadores directivos del Museo Guido Boggiani, hace uso de la palabra la Teresa Barreto de Napout explicando el motivo de la convocatoria:

La fundación de la Asociación Museo Fray Juan Bernardo que tiene por objeto reunir, conservar y valorar el legado culturar franciscano de la zona de Caazapá, inculcando en las generaciones presentes y futuras el amor para la recuperación, restauración y el cuidado de los valores artísticos y de las reliquias franciscanas del departamento

Se elige como Presidenta de la asamblea a la Napout y como secretaria a Gloria Paiva Rojas. Se da lectura a los artículos del Anteproyecto del estatuto, elaborado por  Miguel Ángel Pangrazio, presentado para consideración de los presentes.

## Objetivos
- Promover el conocimiento de las obras evangelizadoras y artísticas de las reducciones franciscanas de Río de la Plata con la capitalidad espiritual de San José de Caazapá.
- Mantener las relaciones de amistad y cooperación con organizaciones similares para estimular el conocimiento de nuestra identidad nacional.
- Coordinar con Universidades Nacionales e internacionales en las investigaciones filosóficas, jurídicas y sociales referidas al proceso de integración étnica y cultural de España con los aborígenes de América.
- Suscribir convenios con universidades y otros centros de investigación, propiciando el estudio de estos temas
- Patrocinar la concesión de becas, en universidades y centros de investigación europeos y americanos, para realizar estudios sobre la evangelización de los franciscanos en la América.
- Difundir el conocimiento de la integración Hispano-Guaraní y su influencia en la formación social de los centros poblacionales de las comunidades mestizas.
- Intercambiar experiencias con otras asociaciones culturales dedicadas a los objetivos propuestos.

## Fray Juan Bernardo
Fray Juan Bernardo Colmán es reconocido como el primer mártir paraguayo de quien se tiene documentación y el primer franciscano paraguayo. Nació en 1570, en la zona del Guaira de la Provincia Gigante de las indias en Paraguay y se aventuró en la religiosidad en 1585 y estuvo bajo las indicaciones de los evangelizadores de Alonso de San Buenaventura y de Fray Luis Bolaños. Cuando varios lugares se evangelizaban por Luis Bolaños y Alfonso de San Buenaventura pidió entrar en la orden franciscana.
Acompañó en la fundación de las reducciones de Ita y Yaguaron y dio gran ayuda en la evangelización y traducción del catecismo guaraní. Se encontraba en Ita, cuando Bolaños le pidió para que fuera en auxilio de un hermano Dominico, cuya vida corría peligro en manos de los paranaes. Una vez en Caazapá los indígenas que habían matado al dominico, capturaron a Fray Juan Bernardo, lo azotaron, le prendieron fuego y finalmente lo mataron colgándolo en un árbol.
Hoy en día una cruz de madera recuerda el sitio de la muerte de este mártir paraguayo.